# Uxelles
Uxelles est une commune française située dans le département du Jura, dans la région culturelle et historique de Franche-Comté et la région administrative Bourgogne-Franche-Comté.
Ses habitants se nomment les Uxellois et Uxelloises.

## Géographie

### Communes limitrophes
Deux rivières traversent la commune. Celles-ci, la Sirène et le Rhonnay, auraient été utilisées par des moulins, d'après des plans de Cassini.

### Climat
Pour des articles plus généraux, voir Climat de la Bourgogne-Franche-Comté et Climat du département du Jura.
En 2010, le climat de la commune est de type climat de montagne, selon une étude du Centre national de la recherche scientifique s'appuyant sur une série de données couvrant la période 1971-2000. En 2020, Météo-France publie une typologie des climats de la France métropolitaine dans laquelle la commune est dans une zone de transition entre le climat semi-continental et le climat de montagne et est dans la région climatique  Jura, caractérisée par une forte pluviométrie en toutes saisons (1 000 à 1 500 mm/an), des hivers rigoureux et un ensoleillement médiocre. 
Pour la période 1971-2000, la température annuelle moyenne est de 8,8 °C, avec une amplitude thermique annuelle de 16,6 °C. Le cumul annuel moyen de précipitations est de 1 601 mm, avec 12,6 jours de précipitations en janvier et 10,1 jours en juillet. Pour la période 1991-2020, la température moyenne annuelle observée sur la station météorologique de Météo-France la plus proche, « Cogna », sur la commune de Cogna à 3 km à vol d'oiseau, est de 10,8 °C et le cumul annuel moyen de précipitations est de 1 557,5 mm. 
La température maximale relevée sur cette station est de 39 °C, atteinte le 12 août 2003 ; la température minimale est de −18,5 °C, atteinte le 6 février 2012,,. 
Les paramètres climatiques de la commune ont été estimés pour le milieu du siècle (2041-2070) selon différents scénarios d'émission de gaz à effet de serre à partir des nouvelles projections climatiques de référence DRIAS-2020. Ils sont consultables sur un site dédié publié par Météo-France en novembre 2022.

## Urbanisme

### Typologie
Au 1er janvier 2024, Uxelles est catégorisée commune rurale à habitat très dispersé, selon la nouvelle grille communale de densité à sept niveaux définie par l'Insee en 2022.
Elle est située hors unité urbaine et hors attraction des villes,.

### Occupation des sols
L'occupation des sols de la commune, telle qu'elle ressort de la base de données européenne d’occupation biophysique des sols Corine Land Cover (CLC), est marquée par l'importance des territoires agricoles (53,4 % en 2018), en diminution par rapport à 1990 (55,9 %). La répartition détaillée en 2018 est la suivante : 
prairies (53,4 %), forêts (41,8 %), zones urbanisées (4,8 %). L'évolution de l’occupation des sols de la commune et de ses infrastructures peut être observée sur les différentes représentations cartographiques du territoire : la carte de Cassini (XVIIIe siècle), la carte d'état-major (1820-1866) et les cartes ou photos aériennes de l'IGN pour la période actuelle (1950 à aujourd'hui).

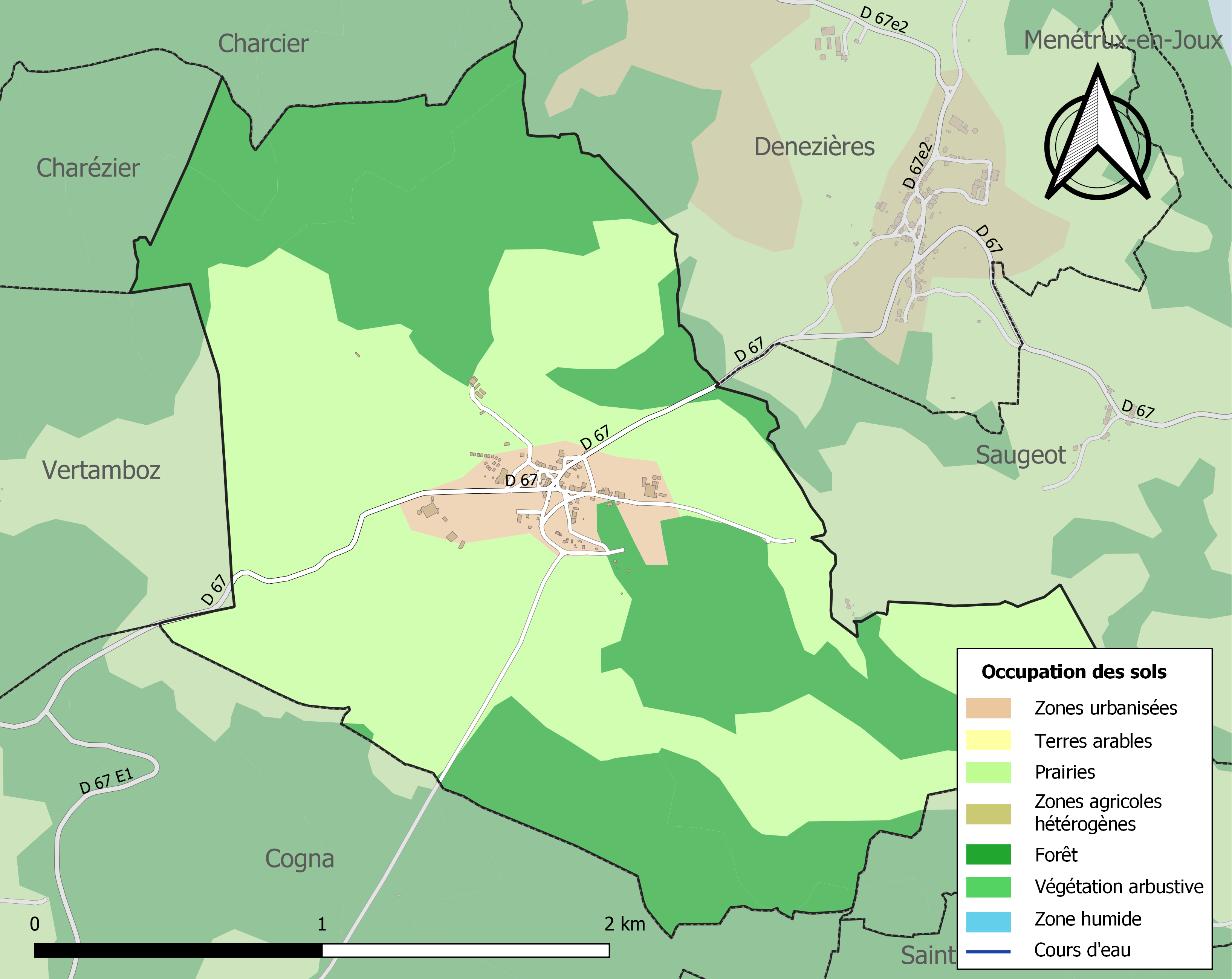
Carte des infrastructures et de l'occupation des sols de la commune en 2018 (CLC).

## Toponymie
Attestée sous la forme Oissella vers 1145.
Le nom vient d'un mot gaulois, « uxello » signifiant « élevé, haut ».

## Histoire
Des pierres levées se trouvent à Uxelles.

## Politique et administration
| Période    | Période  | Identité          | Étiquette | Qualité |
| ---------- | -------- | ----------------- | --------- | --- |
| avant 1988 | 2001     | Gérard Bailly     | RPR       | Agriculteur Conseiller général (1985-2015) Président du conseil général du Jura (1994-2008) Sénateur (2001-2017) |
| mars 2001  | 2008     | Santine Boullier  |           | |
| mars 2008  | 2014     | Pierre Simandre   |           | |
| mars 2014  | 2020     | Victorine Bathias |           | |
| 2020       | En cours | François Bailly   |           | |

## Démographie
L'évolution du nombre d'habitants est connue à travers les recensements de la population effectués dans la commune depuis 1793. Pour les communes de moins de 10 000 habitants, une enquête de recensement portant sur toute la population est réalisée tous les cinq ans, les populations de référence des années intermédiaires étant quant à elles estimées par interpolation ou extrapolation. Pour la commune, le premier recensement exhaustif entrant dans le cadre du nouveau dispositif a été réalisé en 2004.

En 2022, la commune comptait 65 habitants, en évolution de +22,64 % par rapport à 2016 (Jura : −0,81 %, France hors Mayotte : +2,11 %).
| 1793 | 1800 | 1806 | 1821 | 1831 | 1836 | 1841 | 1846 | 1851 |
| ---- | ---- | ---- | ---- | ---- | ---- | ---- | ---- | ---- |
| 218  | 181  | 188  | 185  | 201  | 160  | 168  | 157  | 179  |

| 1856 | 1861 | 1866 | 1872 | 1876 | 1881 | 1886 | 1891 | 1896 |
| ---- | ---- | ---- | ---- | ---- | ---- | ---- | ---- | ---- |
| 155  | 156  | 163  | 126  | 118  | 120  | 131  | 115  | 114  |

| 1901 | 1906 | 1911 | 1921 | 1926 | 1931 | 1936 | 1946 | 1954 |
| ---- | ---- | ---- | ---- | ---- | ---- | ---- | ---- | ---- |
| 90   | 96   | 101  | 79   | 68   | 75   | 75   | 61   | 54   |

| 1962 | 1968 | 1975 | 1982 | 1990 | 1999 | 2004 | 2006 | 2009 |
| ---- | ---- | ---- | ---- | ---- | ---- | ---- | ---- | ---- |
| 41   | 47   | 35   | 47   | 44   | 39   | 55   | 42   | 49   |

| 2014 | 2019 | 2022 | - | - | - | - | - | - |
| ---- | ---- | ---- | - | - | - | - | - | - |
| 50   | 59   | 65   | - | - | - | - | - | - |

Les habitants de la commune d'Uxelles sont appelés les Uxellois.

## Économie
Comme beaucoup de communes rurales, le principal secteur d'activité dans la commune est l'agriculture et en l'occurrence l'élevage de vaches montbéliardes, holstein et salers, pour produire à la fois du lait et de la viande. On recense sur la commune deux exploitations agricoles.
Un village vacances est également implanté sur la commune. C'est le chalet des Crozats géré par Odesia Vacances. La structure possède des chalets en bois et des chambres ainsi qu'une piscine avec sauna et hammam.

## Lieux et monuments

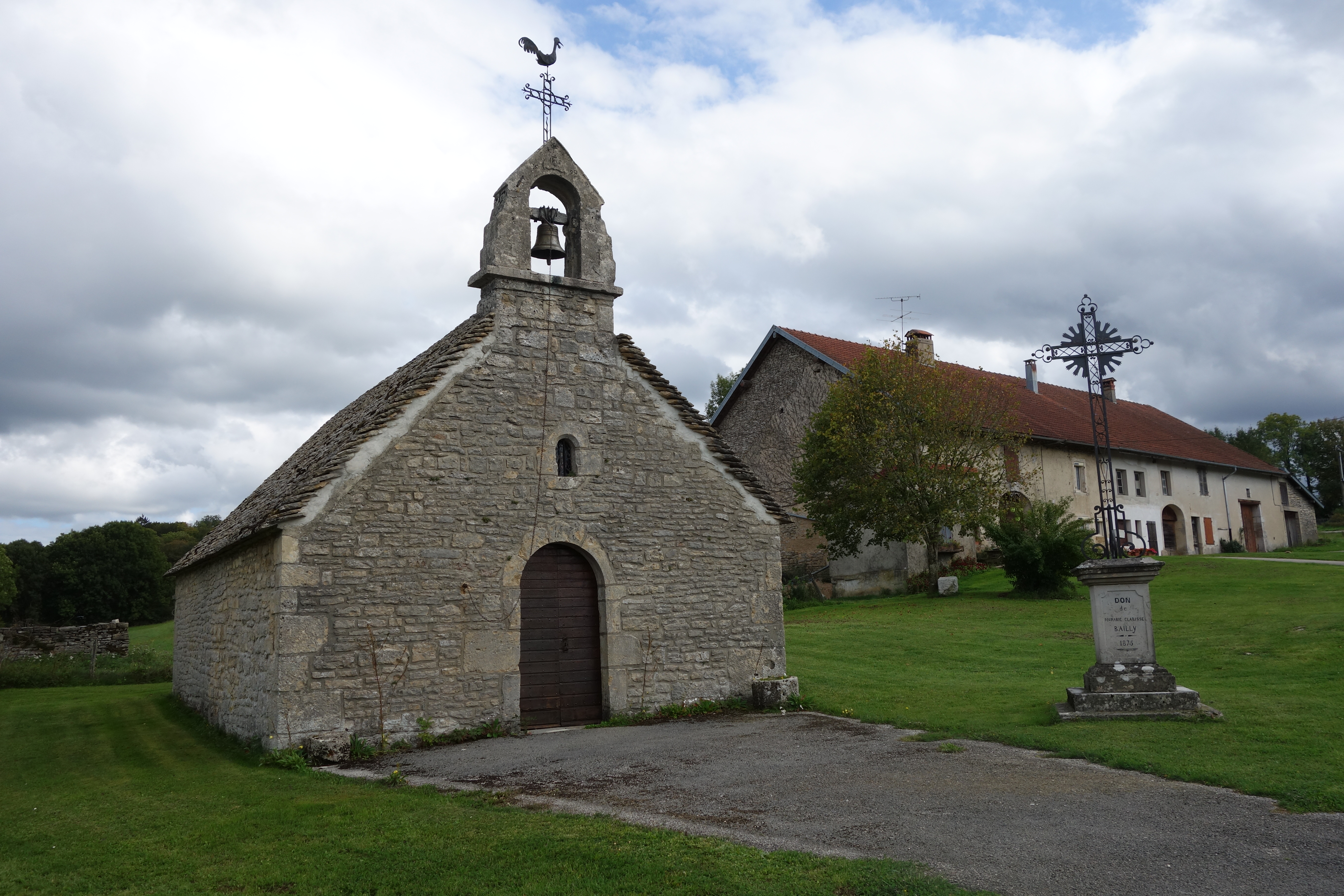
Uxelles : la chapelle

Le village dispose d'une chapelle, nommée chapelle « Saint Jean Porte Latine ». Édifiée en 1629, elle fut bénite le 7 septembre 1666 par l'archevêque de Besançon, bien qu'Uxelles ait toujours dépendu de la paroisse de Saint-Cloud de Denezières.
On trouve aussi dans la commune trois petites fontaines restaurées dans les années 1990. L'eau, qui provient de la source de Fontaine Froide, n'est plus contrôlée aujourd'hui, mais les habitants la buvaient depuis leur création.